# BPELScript
BPELscript es un lenguaje para especificar procesos WS-BPEL. Usa una sintaxis similar a otros lenguajes de scripting como JavaScript o Ruby y proporciona cobertura íntegra del lenguaje WS-BPEL.